# اوبداخ
اوبداخ (به آلمانی: Obdach) یک منطقهٔ مسکونی در اتریش است که در مورتال واقع شده‌است. اوبداخ ۴۲٫۸۹ کیلومتر مربع مساحت دارد ۸۷۷ متر بالاتر از سطح دریا واقع شده‌است.